# Carmen (pel·lícula de 1984)
Carmen és una pel·lícula dramàtica franco-italiana dirigida per Francesco Rosi, estrenada l'any 1984. Es tracta en aquest dia de la pel·lícula d'òpera més venuda del món. Ha estat doblada al català.

## Argument
Una de les versions filmades més populars de l'òpera de Bizet "Carmen", inspirada al seu torn en la novel·la de Prosper Mérimée. A l'Espanya envaïda per les tropes napoleòniques, un soldat francès anomenat José s'enamora de la bonica i temperamental Carmen, però ella no li correspon del tot.

## Repartiment
- Julia Migenes: Carmen
- Plácido Domingo: Don José
- Ruggero Raimondi: Escamillo
- Faith Esham: Micaëla
- François le Roux: Moralès
- John-Paul Bogart: Zuñiga
- Susan Daniel: Mercédès
- Lillian Watson: Frasquita
- Jean-Philippe Lafont: Dancaïre
- Gérard Garino: Remendado
- Julien Guiomar: Lillas Pastia
- Accursio Di Leo: Guide
- Maria Campano: Manuelita
- Cristina Hoyos: ballarina
- Juan Antonio Jiménez: ballarí

## Al voltant de la pel·lícula
- Es tracta de la primera versió cinematogràfica que utilitza diàlegs entre els diferents números musicals.
- El rodatge es va desenvolupar a Espanya, sobretot a la ciutat de Ronda.

## Premis
- Premi a la millor pel·lícula estrangera i nominació al premi a la millor música i al millor so, en els BAFTA 1985.
- César al millor so i nominació al César a la millor pel·lícula, millor director,  millor fotografia, millors decorats, millor vestuari i millor actriu (Julia Migenes) l'any 1985.
- Premi David di Donatello a la millor pel·lícula, millor director, millor fotografia, millor muntatge, millors decorats i millor vestuari el 1985.
- Nominació alGlobus d'Or a la millor pel·lícula de parla no anglesa l'any 1985.